# 東海線広域電鉄
東海線広域電鉄（トンヘせんこういきでんてつ）は大韓民国釜山広域市釜山鎮区の釜田駅と蔚山広域市南区の太和江駅を結ぶ韓国鉄道公社（KORAIL）の広域電鉄路線。

## 概要
東海線の都市圏区間を広域電鉄化する事業である。ソウル首都圏を除いた韓国国内では初の広域電鉄路線となり、当初は首都圏同様「大都市圏広域交通管理に関する特別法」（略称：大広法）によって整備されることになっていたが、蔚山広域市が財政難により負担を拒否し、全額国費による事業となった。
大広法が適用されなかった影響で、法的には広域電鉄ではなく一般鉄道路線とされた。そのことから同時期に開業した首都圏電鉄京江線と違い当初はホームドアの設置義務が存在せず、設置が見送られてきたが、その後の2018年7月26日の鉄道安全法の改正により設置義務が適用されることとなったため、現在では全駅でホームドアの設置が完了している。
当初は一期区間を2016年10月末に開業させる予定となっていたが、実際には鉄道労組のストライキの影響で開業が延期され、12月30日の開業となった。
また、その後の2021年12月28日には蔚山広域市の太和江駅への延伸開業も実現している。

## 沿革
- 2016年10月28日：当初の開業予定日となっていたが、鉄道労組ストライキ長期化の影響で試運転期間中の運転士要員確保に支障をきたしたことにより、開業を延期する[6]。
- 2016年12月30日：釜田駅〜日光駅間で開業[4]。
- 2021年12月28日：日光駅〜太和江駅間で延伸開業する[5]。

## 駅一覧
| 駅番号 | 駅名         | 駅名         | 駅名                      | 駅間キロ (km) | 累計キロ (km) | 接続路線・備考                                   | 所在地     | 所在地   |
| 駅番号 | 日本語       | ハングル     | 英語                      | 駅間キロ (km) | 累計キロ (km) | 接続路線・備考                                   | 所在地     | 所在地   |
| ------ | ------------ | ------------ | ------------------------- | ------------- | ------------- | ------------------------------------------------ | ---------- | -------- |
| K110   | 釜田駅       | 부전역       | Bujeon                    | 2.5           | 4.6           | 韓国鉄道公社：釜田線 釜山交通公社：●1号線        | 釜山広域市 | 釜山鎮区 |
| K111   | 巨堤ヘマジ駅 | 거제해맞이역 | Geojehaemaji              | 2.3           | 6.9           |                                                  | 釜山広域市 | 蓮堤区   |
| K112   | 巨堤駅       | 거제역       | Geoje                     | 1.0           | 7.9           | 釜山交通公社：●3号線                             | 釜山広域市 | 蓮堤区   |
| K113   | 教大駅       | 교대역       | Busan Nat'l Univ. of Edu. | 0.7           | 8.6           | 釜山交通公社：●1号線                             | 釜山広域市 | 蓮堤区   |
| K114   | 東萊駅       | 동래역       | Dongnae                   | 1.2           | 9.8           |                                                  | 釜山広域市 | 東萊区   |
| K115   | 安楽駅       | 안락역       | Allak                     | 0.9           | 10.7          |                                                  | 釜山広域市 | 東萊区   |
| K116   | 釜山院洞駅   | 부산원동역   | Busanwondong              | 1.3           | 12.0          |                                                  | 釜山広域市 | 東萊区   |
| K117   | 栽松駅       | 재송역       | Jaesong                   | 1.0           | 13.0          |                                                  | 釜山広域市 | 海雲台区 |
| K118   | センタム駅   | 센텀역       | Centum                    | 1.0           | 14.0          |                                                  | 釜山広域市 | 海雲台区 |
| K119   | BEXCO駅      | 벡스코역     | BEXCO                     | 1.4           | 15.4          | 釜山交通公社：●2号線                             | 釜山広域市 | 海雲台区 |
| K120   | 新海雲台駅   | 신해운대역   | Sinhaeundae               | 4.5           | 19.9          |                                                  | 釜山広域市 | 海雲台区 |
| K121   | 松亭駅       | 송정역       | Songjeong                 | 2.9           | 22.8          |                                                  | 釜山広域市 | 海雲台区 |
| K122   | オシリア駅   | 오시리아역   | OSIRIA                    | 1.1           | 23.9          |                                                  | 釜山広域市 | 機張郡   |
| K123   | 機張駅       | 기장역       | Gijang                    | 5.7           | 29.6          |                                                  | 釜山広域市 | 機張郡   |
| K124   | 日光駅       | 일광역       | Ilgwang                   | 3.0           | 32.6          |                                                  | 釜山広域市 | 機張郡   |
| K125   | 佐川駅       | 좌천역       | Jwacheon                  | 5.1           | 37.7          |                                                  | 釜山広域市 | 機張郡   |
| K126   | 月内駅       | 월내역       | Wollae                    | 3.5           | 41.2          |                                                  | 釜山広域市 | 機張郡   |
| K127   | 西生駅       | 서생역       | Seosaeng                  | 2.6           | 43.8          |                                                  | 蔚山広域市 | 蔚州郡   |
| K128   | 南倉駅       | 남창역       | Namchang                  | 8.4           | 52.2          | 韓国鉄道公社：温山線（貨物線）                   | 蔚山広域市 | 蔚州郡   |
| K129   | 望陽駅       | 망양역       | Mangyang                  | 4.4           | 56.6          | 韓国鉄道公社：蔚山新港線（貨物線）               | 蔚山広域市 | 蔚州郡   |
| K130   | 徳下駅       | 덕하역       | Deokha                    | 4.5           | 61.1          |                                                  | 蔚山広域市 | 蔚州郡   |
| K131   | 開雲浦駅     | 개운포역     | Gaeunpo                   | 2.4           | 63.5          |                                                  | 蔚山広域市 | 南区     |
| K132   | 太和江駅     | 태화강역     | Taehwagang                | 4.9           | 68.4          | 韓国鉄道公社：長生浦線・蔚山港線（ともに貨物線） | 蔚山広域市 | 南区     |